# Alvin (Texas)
Alvin ist eine Stadt im Brazoria County im Bundesstaat Texas in den Vereinigten Staaten.
Alvin gehört zur Houston–Sugar Land–Baytown Metropolitan Area und hat 27.098 Einwohner (Stand: Volkszählung 2020).

## Geographie
Die Stadt liegt im Südosten von Texas, ist etwa 20 Kilometer vom Golf von Mexiko entfernt und hat eine Fläche von 44,9 km², wovon 2,4 km² Wasserfläche sind.

## Religion
In Alvin gibt es derzeit 39 verschiedene Kirchen aus 17 unterschiedlichen Konfessionen. Unter den zu einer Konfession gehörenden Kirchen ist die Baptistengemeinde mit zehn Kirchen am stärksten vertreten. Weiterhin gibt es sieben zu keiner Konfession gehörende Kirchen (Stand: 2004).

## Demographische Daten
Das durchschnittliche Einkommen eines Haushalts in der Stadt liegt bei 38.576 US-Dollar, das durchschnittliche Einkommen einer Familie bei 43.987 US-Dollar. Männer haben ein durchschnittliches Einkommen von 36.216 US-Dollar gegenüber den Frauen mit durchschnittlich 22.580 US-Dollar. Das Pro-Kopf-Einkommen liegt bei 17.016 US-Dollar 13,3 % der Einwohner und 10,8 % der Familien leben unterhalb der Armutsgrenze.

29,7 % der Einwohner sind unter 18 Jahre alt und auf 100 Frauen ab 18 Jahren und darüber kommen statistisch 93,2 Männer. Das Durchschnittsalter beträgt 31 Jahre (Stand: 2000).

## Kriminalität
Die Kriminalitätsrate hat einen Index von 296,1 Punkte (US-Landesdurchschnitt: 330,6 Punkte; höhere Punkte bedeuten höhere Kriminalität)

2002 gab es 9 Vergewaltigungen, 24 Raubüberfälle, 56 tätliche Angriffe auf Personen, 159 Einbrüche, 623 Diebstähle und 67 Autodiebstähle.

## Söhne und Töchter der Stadt
- Darryl Wills (* 1961), US-amerikanischer Autorennfahrer